# Auchmis argentea
Auchmis argentea là một loài bướm đêm trong họ Noctuidae.